# Jappe Jaspers
Jappe Jaspers (1 september 1998) is een  Belgisch voormalig veldrijder die in 2017 prof was bij Veranda's Willems-Crelan.

## Carrière
Jaspers werd tweemaal Belgisch kampioen, eenmaal bij de nieuwelingen en eenmaal bij de junioren. In deze laatstgenoemde categorie werd hij in 2014 tevens vice-Europees kampioen. Als eerstejaars junior won Jaspers eind november de Flandriencross. Twee weken later won hij ook de Scheldecross. Tijdens de kerstperiode nam hij deel aan de wereldbekermanche in Heusden-Zolder en de superprestige in Diegem. In die eerste wedstrijd gaf hij, na een lekke band en materiaalpech, op in de slotronde. Twee dagen later werd hij, achter Eli Iserbyt, tweede in de wedstrijd in Diegem.
In 2017 werd hij, als 18-jarige, prof bij Veranda's Willems-Crelan. Daarmee werd hij de jongste veldrijder met een profcontract ooit. Vanwege zijn profcontract mocht hij op het nationale kampioenschap niet aantreden bij de beloften. In de wedstrijd voor eliterenners, gewonnen door zijn ploeggenoot Wout van Aert, eindigde hij op plek 22. In mei nam hij deel aan de vijfdaagse Tour des Fjords, waar hij op plek 63 in het algemeen klassement eindigde. Later dat jaar reed hij enkele eendagskoersen in België, Nederland en Duitsland, die hij geen van alle uitreed. Na zijn laatste wegkoers van het seizoen, de Schaal Sels, werd de focust verlegd naar het aanstaande veldritseizoen. Zijn eerste cross was die in Eeklo, twee weken na zijn laatste wegwedstrijd. Later die maand nam hij deel aan de EKZ CrossTourmanche in Baden, op C1-niveau. In november gaf hij op in de Koppenbergcross, waarna hij zelf aangaf aan stoppen te denken. In diezelfde periode overleed zijn grootvader, waardoor anderhalve maand niet koerste. Medio december maakte hij zijn terugkeer in de Druivencross. Ondanks een doorlopend contract stopte hij begin 2018 met wielrennen. Vervolgens verlegde hij zijn focus naar zijn studies leerkracht lichamelijke opvoeding aan het Heilig Hartinstituut te Heverlee. Daarna volgde hij een cursus 'boomverzorger'.

## Veldrijden

### Palmares
| Seizoen   | Categorie    | Wereldbeker       | Superprestige        | Trofee | WK  | EK  | BK     | Overige          | Totaal aantal zeges |
| --------- | ------------ | ----------------- | -------------------- | ------ | --- | --- | ------ | ---------------- | ------------------- |
| 2013-2014 | Nieuwelingen |                   |                      |        |     |     | Goud   |                  | 1                   |
| 2014-2015 | Junioren     |                   |                      |        | 20e | ↑   | Zilver | Hamme, Antwerpen | 2                   |
| 2015-2016 | Junioren     | Valkenburg, Namen | Ruddervoorde, Diegem |        | 7e  | 16e | Goud   | Neerpelt, Boom   | 7                   |
| 2016-2017 | Beloften     |                   |                      |        |     |     |        |                  | 0                   |
| 2017-2018 | Beloften     |                   |                      |        |     |     |        |                  | 0                   |
| 2016-2017 | Elite        |                   |                      |        |     |     | 22e    |                  | 0                   |

## Ploegen
- 2017 –  Veranda's Willems-Crelan

Bille · Cordeel · De Bondt · Devolder · Dupont · Duijn · Godrie · Goolaerts · Jaspers · Kruopis · Merlier · Prémont · van Aert · Van Breussegem · Van Zummeren · Vergaerde · Livyns (stagiair) · Teugels (stagiair)